# Limbi sorabe

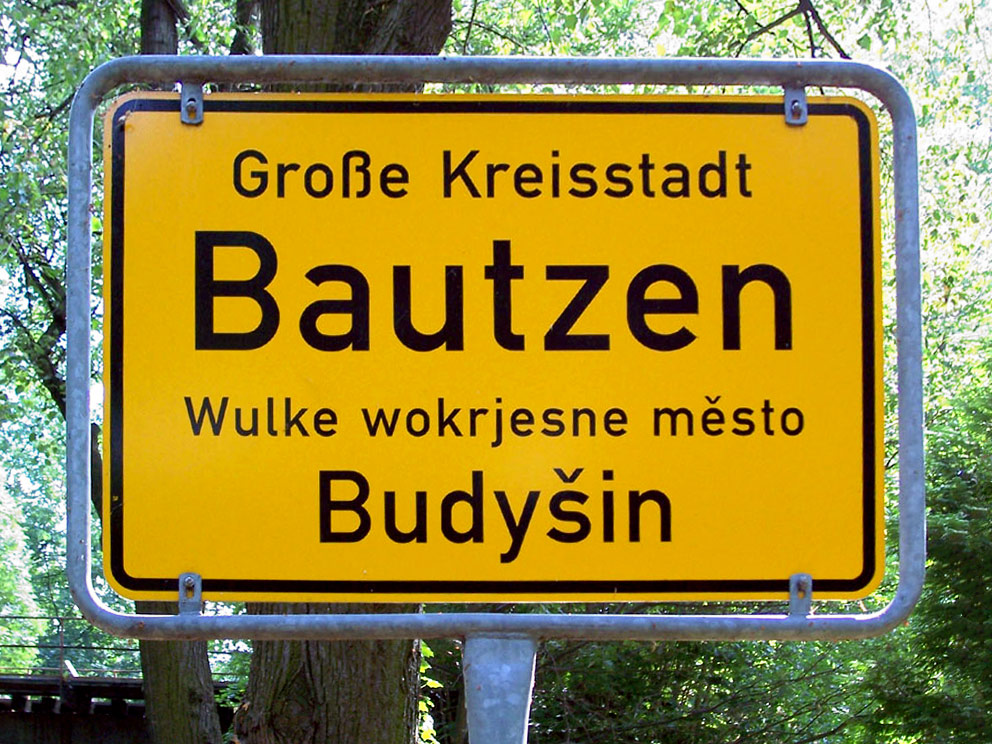
Indicatorul rutier bilingv din Bautzen.

Limbile sorabe sunt o ramură a limbilor slave de vest, care face parte din familia mare a limbilor indo-europene. Sunt limbile native pentru sorabi, minoritatea slavă din Germania. Istoric, limbile erau cunoscute sub numele colective: vend(ez)ă și luzațiană. Codul lor ISO 639-2 este wen.
Ramura conține două limbi literare: sorabă de sus, vorbită de către 55.000 de oameni din Saxonia și Brandenburg, și sorabă de jos, vorbită de către 14.000 de oameni din Brandenburg. Aria unde aceste limbi sunt vorbite este numită Luzacia.
Ambele limbi (împreună cu limba slovenă, slavă de sud) au reținut numărul dual pentru substantive, pronumele, adjective și verbe din limba slavă veche, care a rămas doar parțial în alte limbi slave și este rar în alte subfamilii ale limbilor indo-europene.
În Germania, atât sorabă de sus cât și cea de jos sunt recunoscute oficial și protejate ca limbi minoritare. În Luzația, ambele au statutul egal cu limba germană. Orașul Bautzen este un centru de cultură sorabă de sus și are denumire oficială bilingvă, „Bautzen/Budyšin”, iar Cottbus servește ca centrul cultural pentru sorabi de jos.

### Arbore de clasificare[1]
- limbi indo-europene
  - slave
    - slave de vest
      - sorabe
        - sorabă de jos (dolnoserbšćina)
        - sorabă de sus (hornjoserbšćina)